# Rajbiraj
Rajbiraj é uma cidade do Nepal.